# Hans Neumann (Altorientalist)
Hans Neumann (* 9. Mai 1953 in Erfurt) ist ein deutscher Assyriologe. Er ist emeritierter Professor für Altorientalische Philologie der Universität Münster.

## Leben und Wirken
Neumann studierte von 1971 bis 1975 an der Universität Halle Orientalische Archäologie und Philologie und wurde 1980 mit einer Arbeit zur Handwerksorganisation in Mesopotamien am Ende des 3. Jahrtausends vor Christus promoviert. Von 1975 bis 1991 war er wissenschaftlicher Mitarbeiter und Forschungsgruppenleiter am Zentralinstitut für Alte Geschichte und Archäologie (ZIAGA) der Akademie der Wissenschaften der DDR (AdW). Er nahm 1982 an archäologischen Untersuchungen im irakischen Haditha-Gebiet und 1986 an einer Grabungssondierung im Gebiet von Hassaké in Syrien teil. Von 1987 bis 1990 war Neumann Mitglied des Wissenschaftlichen Rates für Archäologie und Alte Geschichte bei der Akademie der Wissenschaften der DDR. 
Nach der deutschen Wiedervereinigung und der Auflösung der AdW 1992 erhielt er bis 1993 eine Förderung im Rahmen des Wissenschaftler-Integrations-Programms. Im Jahr darauf wechselte er als wissenschaftlicher Mitarbeiter an das Altorientalische Seminar der FU Berlin und schloss dort 1998 seine Habilitation ab (mit venia für das Fach Altorientalische Philologie). Im Wintersemester 1997/1998 hatte Neumann eine Vertretungsprofessur an der Universität Heidelberg inne, wo er bis 1999 im Assur-Projekt mitarbeitete. 
Von 1999 bis 2020 war Neumann Inhaber des Lehrstuhls für Altorientalische Philologie und Direktor des Instituts für Altorientalische Philologie und Vorderasiatische Altertumskunde (ab 2017 Institut für Altorientalistik und Vorderasiatische Archäologie) der Westfälischen Wilhelms-Universität Münster. Von 2002 bis 2006 war er auch Prodekan des Fachbereichs Philologie. Seit 2003, mit einer Unterbrechung 2009, ist er Mitglied des Vorstands des Centrums für Geschichte und Kultur des östlichen Mittelmeerraums an der Universität Münster. Von 2014 bis 2018 war er Projektleiter im Münsterschen Exzellenzcluster „Religion und Politik“.
Von 2003 bis 2009 war Neumann Vorsitzender der Deutschen Orient-Gesellschaft, bevor Markus Hilgert sein Nachfolger wurde und Neumann bis 2012 den stellvertretenden Vorsitz innehatte. Von 2003 bis 2015 gehörte er dem Vorstand der International Association for Assyriology an. Seit 2009 ist er Vorstandsmitglied des European Research Centre for Ancient East-Mediterranean Cultures (CAMC) in Tartu. Von 2012 bis 2017 war er im Wissenschaftlichen Beirat des Ugarit-Verlags Münster. Nach seiner Emeritierung 2020 war Neumann bis Februar 2021 Gastwissenschaftler im Rahmen des DFG-Forschungsvorhabens „Kolleg-Forschungsgruppe 2615 – Rethinking Oriental Despotism“ an der Feien Universität Berlin.

## Schriften (Auswahl)
- Handwerk in Mesopotamien. Untersuchungen zu seiner Organisation in der Zeit der III. Dynastie von Ur. Akademie-Verlag, Berlin 1987. ISBN 3-05-000352-9.
- Rechtspraktiken und ihr sozialökonomischer Hintergrund in altakkadischer Zeit. Ein Beitrag zu Recht und Gesellschaft früher Territorialstaaten in Mesopotamien. / Habilitationsschrift. Im Druck.